# Мейдан-Экбес
Мейдан-Экбес (араб. ميدان أكبس‎) — небольшой город на северо-западе Сирии, расположенный на территории мухафазы Халеб. Входит в состав района Африн.

## Географическое положение
Город находится в северо-западной части мухафазы, вблизи границы с Турцией, в горной местности хребта Эль-Акрад (Курд-Даг), на высоте 355 метров над уровнем моря.

Мейдан-Экбес расположен на расстоянии приблизительно 75 километров к северо-западу от Халеба, административного центра провинции и на расстоянии 364 километров к северо-северо-востоку (NNE) от Дамаска, столицы страны.

## Население
По данным официальной переписи 2004 года численность населения деревни составляла 1302 человек.

## Транспорт
В городе расположена станция Багдадской железной дороги.